# Oliver Wood (cyklist)
Oliver "Ollie" Wood, född 26 november 1995 in Wakefield, är en brittisk professionell bancyklist.

## Karriär
Wood ingick i det brittiska laget som tog guld vid VM 2022 i lagförföljelse. Vid samma mästerskap tog han silver i Madison, vilket han upprepade vid VM 2023. Vid OS 2024 ingick han i det brittiska lag som tog silver i lagförföljelse.